# Kling Klang Studio

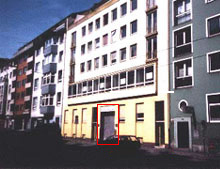
Porten in till gården på Mintropstraße där Klingklangstudion låg ursprungligen, mellan 1970 och 2009.

Kling Klang Studio är den tyska musikgruppen Kraftwerks musikstudio belägen i Düsseldorf. 
Ursprungligen låg den på Mintropstraße 16 på bakgården till företaget Elektro-Müller inte långt från Düsseldorf Hauptbahnhof, centralstationen. 
Idag har studion flyttat och ligger utanför stadskärnan. Företagsnamnet Kraftwerk står dock fortfarande kvar på ringklockan. Kling Klang Konsum Produkt GmbH som säljer Kraftwerk-tröjor och dylikt använder adressen som företagsadress.
Studion delar namn med en av gruppens tidiga låtar, Kling-Klang från albumet Kraftwerk 2, och bandets produktionsbolag Kling Klang.
Kling Klang är också ett självständigt produktionsbolag, skapat av Ralf Hütter och Florian Schneider för att producera musik under bandnamnet Kraftwerk. Kling Klangs produktioner distribueras bland annat av EMI, Capitol Records och Astralwerks.